# Jonathan Berg (e-sport)
Jonathan Emanuel Berg, Loda, född 19 mars 1988, är en svensk före detta professionell Dota 2-spelare. Berg är en av fem svenskar som har vunnit en TI i spelet Dota 2. Idag är Berg coach för det nuvarande Dota 2 laget samt delägare av Alliance.

## Karriär
Jonathan Emanuel Berg, mer känd under sitt alias "Loda" började sin professionella Dota-karriär 2006 där han agerade kapten i de lagen han spelade under. Berg anses vara en av veteranerna i professionell Dota då han varit med i den professionella scenen i nästan 15 år. Inom det kinesiska Dota-samhället kallas Berg för "L-God" och är en av de största personligheterna bland kinesisk Dota.
Berg började sin karriär i spelet DotA under namnet "LordOfDolAmroth", ett alias han inspirerats av från Sagan om ringen.